# Voiture de sécurité
 (juin 2023).
Si vous disposez d'ouvrages ou d'articles de référence ou si vous connaissez des sites web de qualité traitant du thème abordé ici, merci de compléter l'article en donnant les références utiles à sa vérifiabilité et en les liant à la section « Notes et références ».

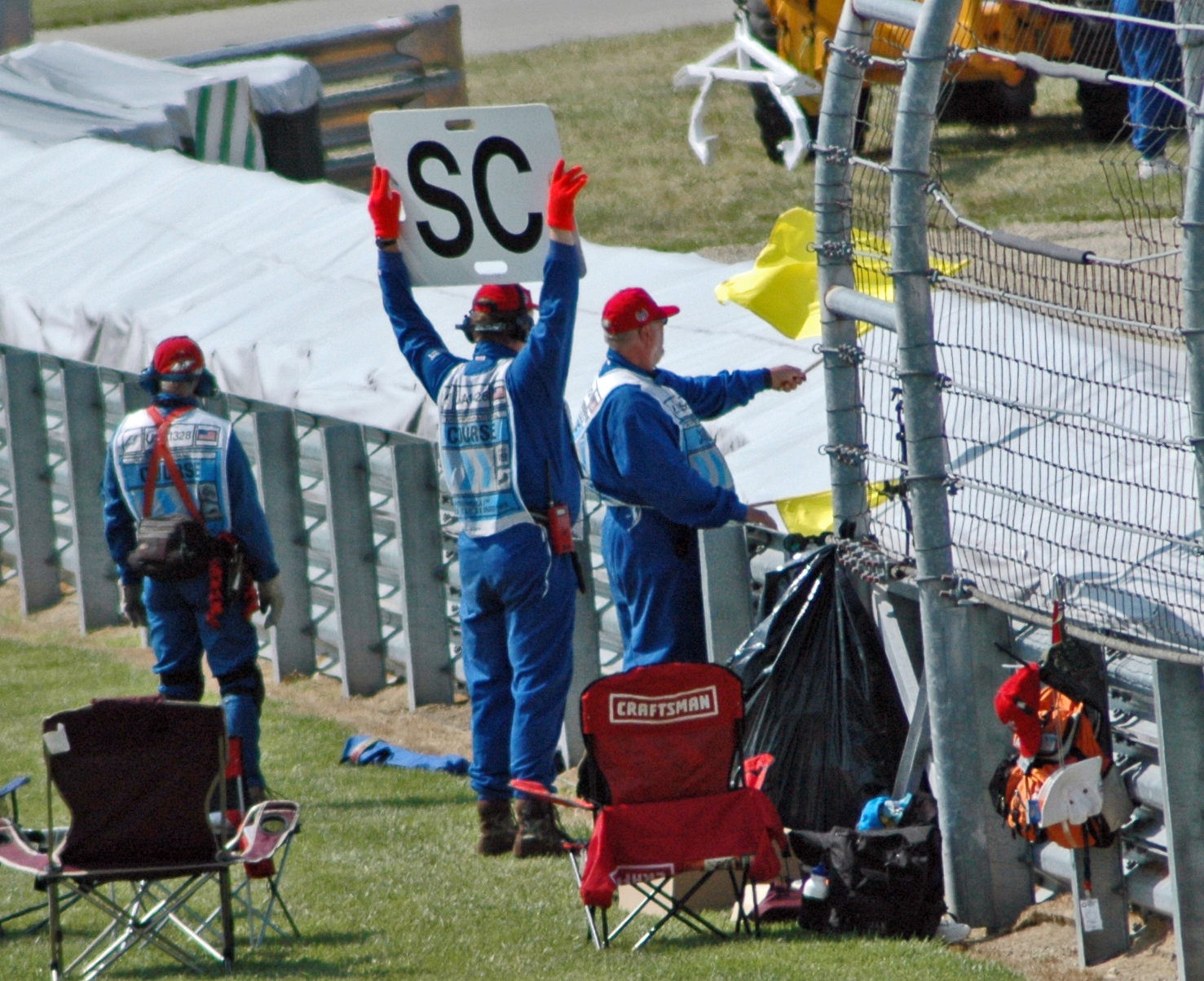
Commissaires de piste annonçant le déploiement de la « voiture de sécurité » (SC pour Safety Car).

La voiture de sécurité (ou « safety car » en anglais, « pace car » en Amérique du Nord) est un véhicule qui sert à neutraliser le déroulement d'une compétition automobile, notamment dans le Championnat du monde de Formule 1 et le Championnat du monde d'endurance. En cas d'accident, de débris sur le circuit ou de conditions météorologiques trop dangereuses, elle entre en piste et se place devant le leader pour ralentir le peloton. Cela permet aux commissaires d'intervenir en toute sécurité pour nettoyer la piste, évacuer une voiture accidentée ou encore aux médecins de porter secours à un pilote blessé.

## Formule 1

### Historique

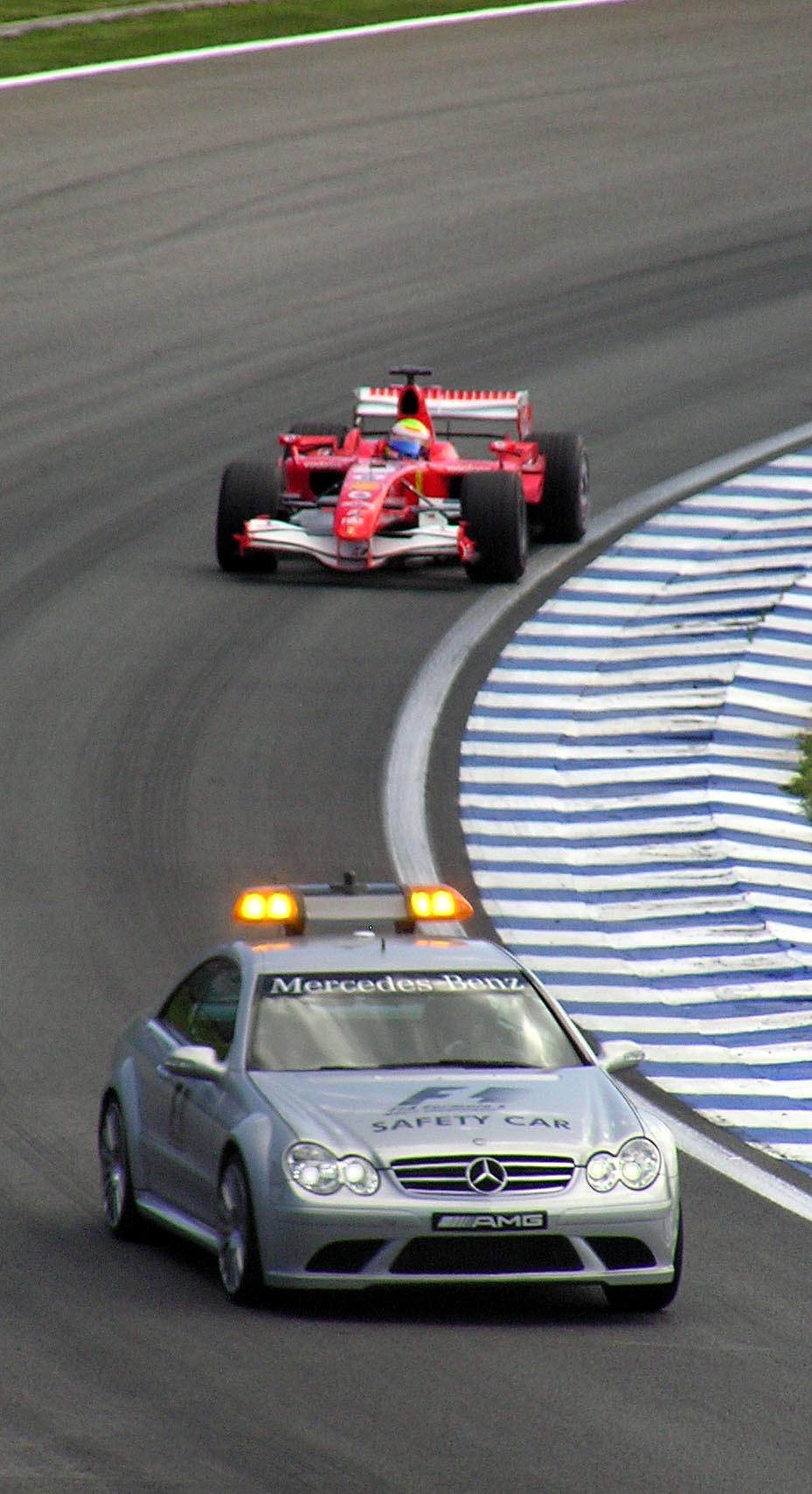
Felipe Massa derrière la voiture de sécurité au GP du Brésil 2006.

La première intervention de la voiture de sécurité en Formule 1 remonte au Grand Prix du Canada 1973 disputé sur le circuit de Mosport. Intervenu à la suite d'un violent accident du pilote français François Cevert, le « pace car » comme l'on disait alors avait complètement faussé le déroulement de l'épreuve en se plaçant devant le deuxième et non devant le leader. Peter Revson avait pu prendre presque un tour d'avance sur tous ses adversaires et remporter facilement la course. 
Dans les années qui suivirent, la Formule 1 n'utilisa plus la voiture de sécurité, alors surtout considérée avec dédain comme un élément du folklore des courses automobiles nord-américaines. Cette politique avait néanmoins un gros inconvénient puisque, en cas d'accident, la direction de course avait uniquement le choix entre laisser l'épreuve se poursuivre (ce qui malgré le déploiement de drapeaux jaunes obligeant les pilotes à lever le pied sur le lieu de l'accident posait des problèmes de sécurité) ou arrêter la course au drapeau rouge.
La FIA décida finalement d'intégrer officiellement le recours à la voiture de sécurité dans ses règlements à partir de la saison 1993. Pour se distinguer des épreuves nord-américaines, la FIA opta pour la terminologie anglaise « safety car » et non « pace car »[réf. nécessaire]. La voiture de sécurité fut utilisée pour la première fois à l'occasion du Grand Prix du Brésil 1993 en raison d'un violent orage.
Début 1993, beaucoup d'observateurs craignaient que la voiture de sécurité devienne pour les organisateurs un moyen de relancer artificiellement l'intérêt des courses en réduisant à néant l'avance d'un pilote trop dominateur. L'expérience a montré que les organisateurs savaient en faire un usage modéré, lorsque de réels impératifs de sécurité le justifiaient. 
En 2007, une règle interdisant aux pilotes de ravitailler dès l'apparition de la voiture de sécurité a été introduite dans le but d'éviter que les pilotes ne prennent des risques pour rentrer plus rapidement, alors qu'il y a un incident sur la piste. Les pilotes doivent alors attendre l'ouverture des stands. Cette règle permet aussi aux pilotes retardés à un tour de se remettre dans le tour du premier, en dépassant la voiture de sécurité, lorsque la direction de course les y autorise. Cette règle a été supprimée en 2009 et réintroduite en 2012. 
La voiture de sécurité a droit à sa propre séance d'entraînement sur le circuit, le jeudi précédant le Grand Prix, aux côtés de la medical car (voiture médicale).

### Véhicules utilisés

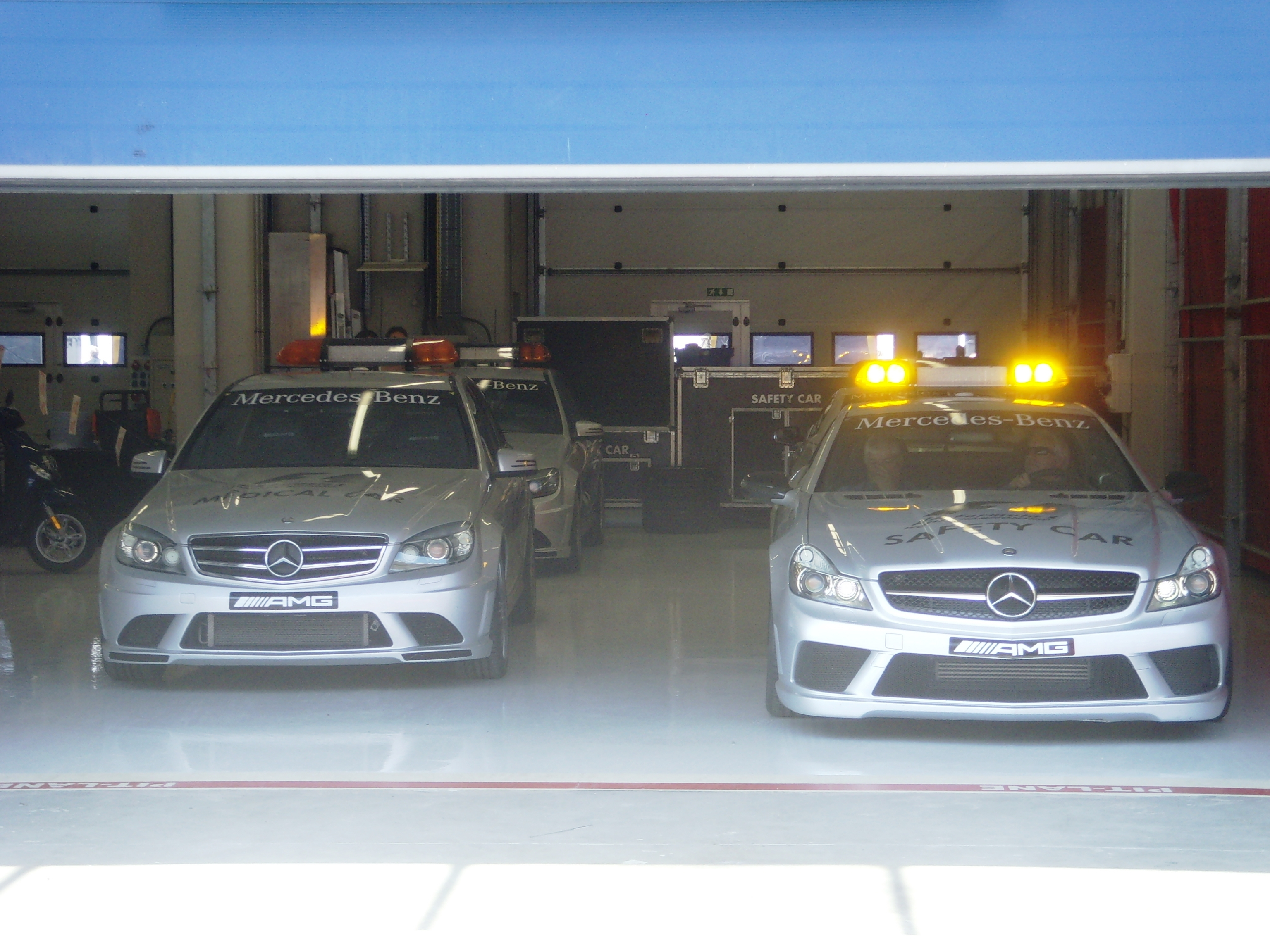
Le safety car et les véhicules médicaux utilisés en F1 en 2009.

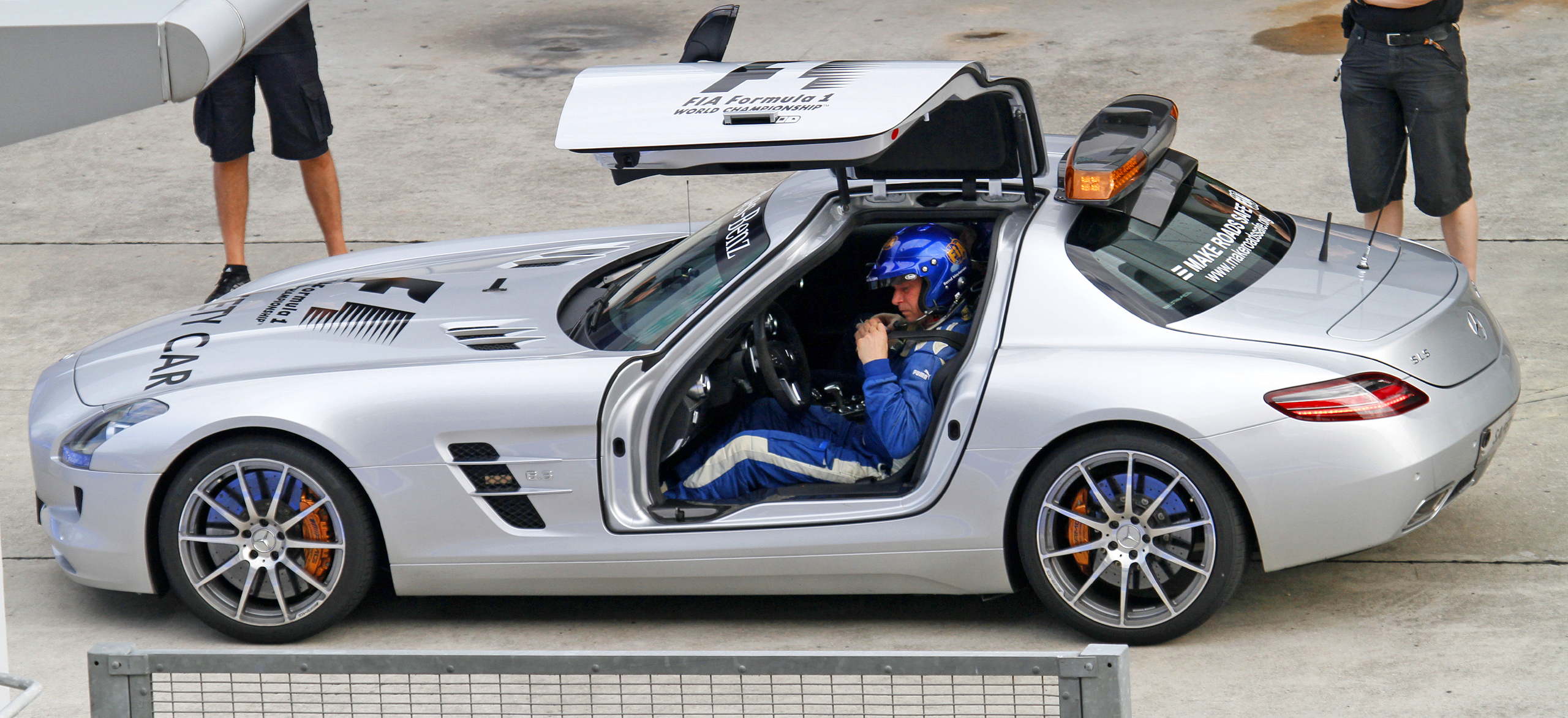
Bernd Mayländer pilote la Mercedes-Benz SLS de sécurité en 2010.

De 1993 à 1996, plusieurs modèles ont été utilisés comme voiture de sécurité. Le premier modèle utilisé, lors du Grand Prix du Brésil 1993, était une Fiat Tempra, produite en Amérique du Sud. Le choix du modèle était alors laissé aux organisateurs de la course, ce qui posait parfois problème, quand le modèle choisi se révélait peu performant et inadapté à une conduite rapide, comme l'Opel Vectra, utilisée en 1994, empêchant les pilotes de maintenir les pneus de leurs monoplaces à température.
En 1996, c'est la Renault Clio Williams qui est utilisée comme voiture de sécurité.
Depuis 1997, la voiture de sécurité est fournie par Mercedes-Benz et préparée par AMG. Divers modèles de la marque ont été utilisés depuis cette date, comme la SLK 55 AMG ou la CLK 63 AMG, ou encore une SL 63 AMG. En apparence il s'agit d'une voiture de série, mais celle-ci a subi diverses modifications pour améliorer ses performances. La notion de « ralenti » est en effet toute relative ; ce qui est considéré comme une vitesse lente pour une Formule 1 l'est beaucoup moins pour la voiture de sécurité. À son volant, on retrouve d'ailleurs généralement un pilote de course professionnel. En F1, c'est l'Allemand Bernd Mayländer, ancien pilote en DTM et FIA GT, qui tient ce rôle depuis 2000, il a brièvement été remplacé par Marcel Fässler lors du Grand Prix du Canada 2001. Avant lui c'est Oliver Gavin qui a assuré ce rôle entre 1997 et 1999. 
De 2015 à 2017, le modèle utilisé est la Mercedes-AMG GT S Edition 1, remplacée en 2018 par l'AMG GT-R.
En 2021, Aston Martin et Mercedes sont les fournisseurs officiels de voiture de sécurité, une première depuis 25 ans. L'Aston Martin Vantage verte et la Mercedes-AMG GT-R rouge alternent les sorties pendant le championnat. La Mercedes-AMG GT Black Series et l'Aston Martin Vantage partagent encore le rôle de voiture de sécurité pour la saison 2022,.
La voiture de sécurité possède des gyrophares orange qu'elle allume le temps de son intervention. Elle les éteint dans le dernier tour avant de rentrer au stand pour libérer la course. 

### Utilisations marquantes
Depuis sa réintroduction en Formule 1 en 1993, il est arrivé à neuf reprises que la course se termine sous voiture de sécurité : lors du Grand Prix du Canada 1999, en raison de l'accident d'Heinz-Harald Frentzen, lors du Grand Prix d'Australie 2009 consécutivement à l'accrochage entre Sebastian Vettel et Robert Kubica, lors du Grand Prix d'Italie 2009 à la suite de l'accident de Lewis Hamilton, lors du Grand Prix de Monaco 2010 après l'accrochage entre Jarno Trulli et Karun Chandhok, lors du Grand Prix du Brésil 2012 à la suite de l'accident de Paul Di Resta à trois tours de la fin de la course, lors du Grand Prix du Canada 2014, après l'accrochage entre Felipe Massa et Sergio Pérez, lors du Grand Prix de Chine 2015 à la suite de l'abandon de Max Verstappen, lors du Grand Prix de Bahreïn 2019 à la suite du double abandon des Renault à trois tours de la fin de la course, et enfin lors du Grand Prix de Bahhreïn 2020 à la suite de l'abandon de Sergio Pérez (en raison d'un problème moteur).
Treize autres courses ont été arrêtées par le drapeau rouge alors que la voiture de sécurité était en piste : lors du Grand Prix d'Europe 2007, du Grand Prix de Corée du Sud 2010, du Grand Prix du Canada 2011, du Grand Prix de Malaisie 2012 et du Grand Prix du Japon 2014  (en raison de la pluie), du Grand Prix d'Allemagne 2001 et du Grand Prix de Belgique 2001 (accidents de Luciano Burti) ainsi que du Grand Prix de Monaco 2011 (marqué par un carambolage) mais également du Grand Prix de Grande-Bretagne 2014 (marqué par l'accident entre Kimi Räikkönen et Felipe Massa) et du Grand Prix d'Australie 2016 (marqué par l'accident entre Fernando Alonso et Esteban Gutiérrez) la course fut arrêtée puis relancée une fois le danger écarté. En revanche, lors du Grand Prix du Canada 1997  (marqué par l'accident d'Olivier Panis), du Grand Prix du Brésil 2003 (en raison des accidents de Mark Webber et Fernando Alonso), du Grand Prix de Malaisie 2009 (en raison d'un violent orage) et du Grand Prix du Japon 2014 (en raison des accidents d'Adrian Sutil et Jules Bianchi) la course fut définitivement arrêtée.
Il est arrivé plusieurs fois que la course débute sous voiture de sécurité, lors des Grand Prix de Belgique 1997, Grand Prix de Belgique 2000, Grand Prix du Brésil 2003, Grand Prix du Japon 2007, Grand Prix d'Italie 2008, Grand Prix de Chine 2009, Grand Prix de Corée du Sud 2010, du Grand Prix du Canada 2011, du Grand Prix du Japon 2014 et aussi du Grand Prix de Monaco 2016 débutés dans des conditions très pluvieuses. La voiture de sécurité a également été utilisée pour le deuxième départ du Grand Prix du Japon 1994, du Grand Prix d'Europe 2007, du Grand Prix de Corée du Sud 2010, du Grand Prix du Canada 2011 et du Grand Prix du Japon 2014 disputés dans des conditions similaires.

## Endurance/24 Heures du Mans

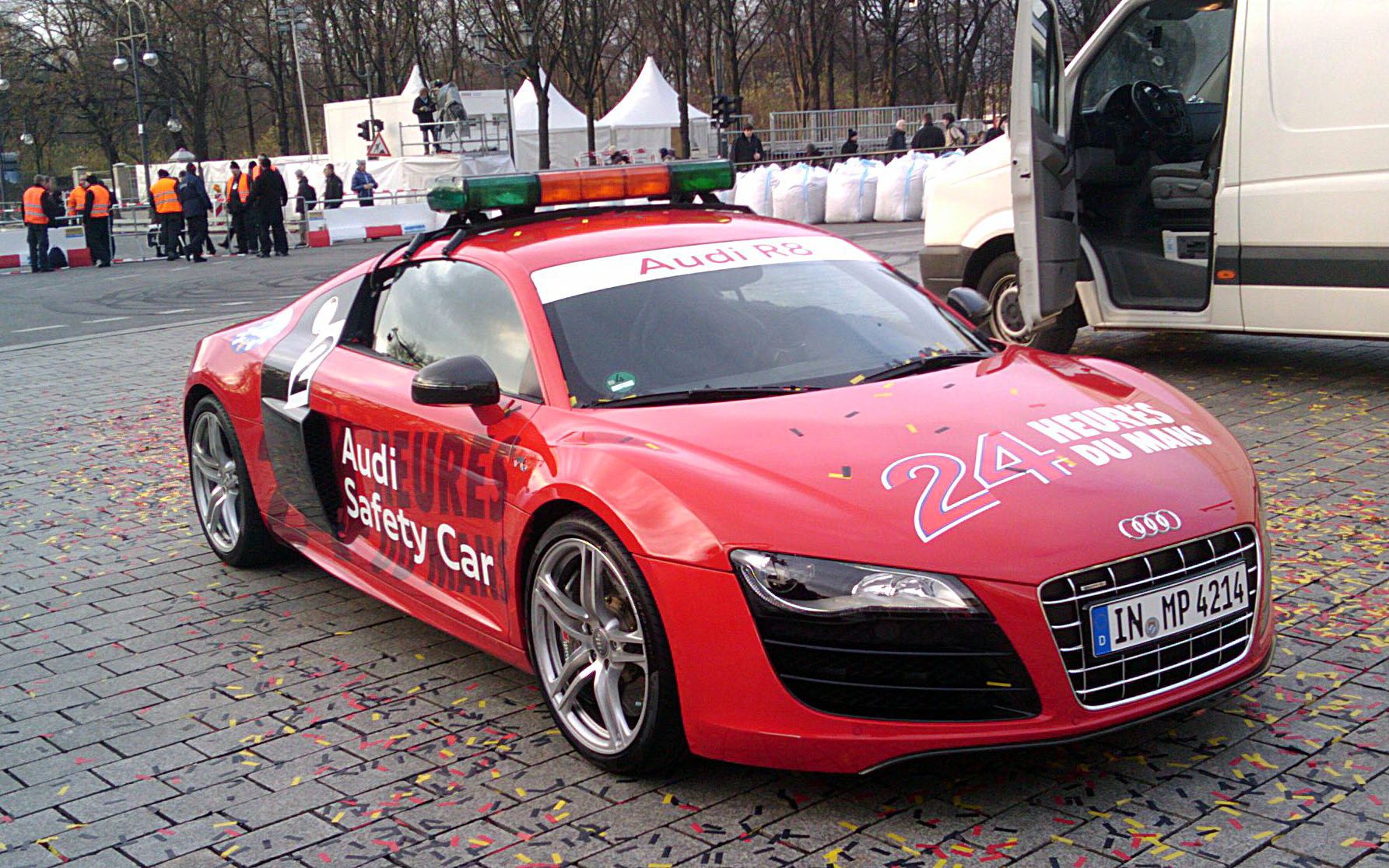
Audi R8 V10 lors des 24 Heures du Mans 2010.

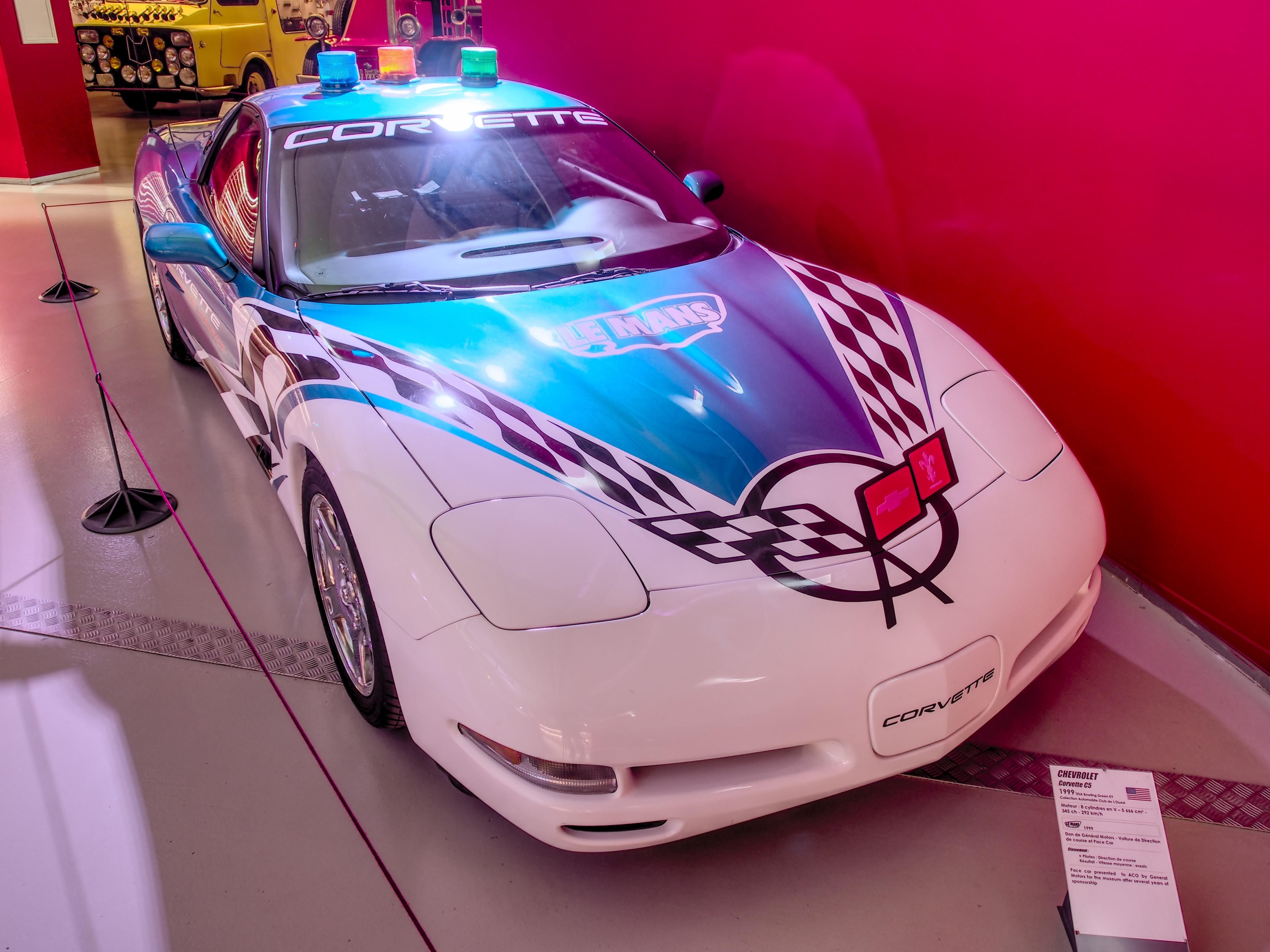
Safety car Corvette C5 Le Mans 1999 au Musée des 24 Heures.

Pour les 24 Heures du Mans, les pace cars étaient déjà utilisé dans les années 1930, 1950 et 1960 avec notamment des Bentley dont la Bentley Arnage en 1998, des Ford Mustang et des Ferrari.
Lors du 50e anniversaire de la Corvette en 2003, ce sont deux pace cars et quatre safety cars qui encadrent la course,. 
L'ACO, organisateur de la course, a instauré l'utilisation de la safety car à partir de l'édition de 1981. En 2016, trois safety cars peuvent intervenir en même temps pour la  neutralisation de la course en trois secteurs avec près de 30 pilotes mis à disposition sur la durée de l'épreuve. Ce dispositif à trois voitures ne suffit  pourtant pas à éviter des problèmes de classement lors de leurs sorties comme en 2019, chamboulant la course. 
Toujours au Mans, c'est Audi qui fournit les véhicules de sécurité pendant treize ans, jusqu'en 2016 avec une sortie remarquée par une glissade sous la pluie, lors des qualifications. Le safety car était pilotée par le quadruple vainqueur de l’épreuve, le français Yannick Dalmas,. Audi a fourni ses véhicules pour le Championnat du monde d'endurance FIA de 2012 à 2017.  Pour les 24 Heures du Mans 2017, BMW fournit ses véhicules d'intervention avec les M2 et M3.
À partir de la saison 2018-2019, c'est Porsche qui fournit les véhicules de sécurité,.

## En Amérique du Nord

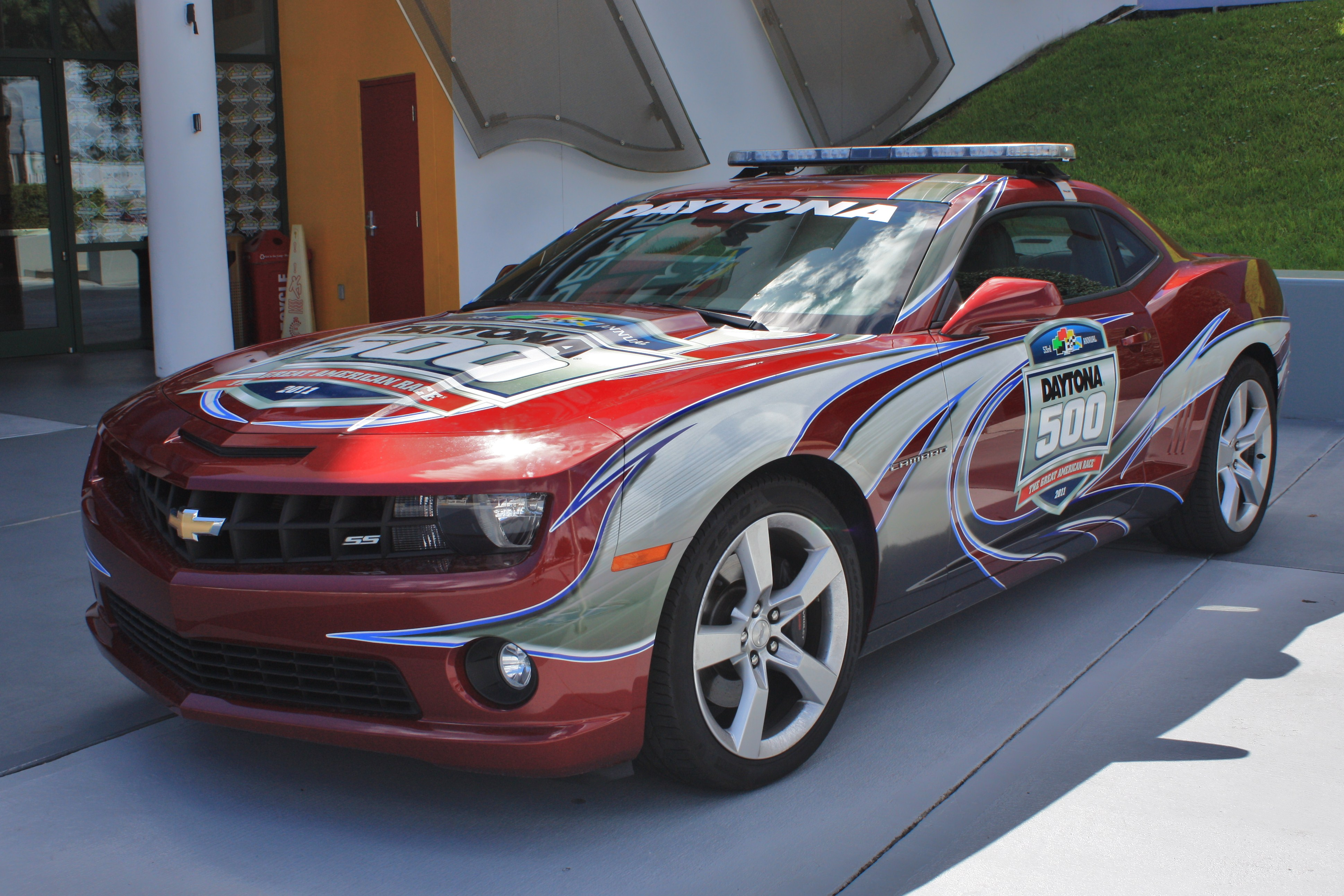
Daytona 500 Pace Car Camaro - 2011.

Dans les épreuves américaines, l'usage de la voiture de sécurité est beaucoup plus répandu qu'en Europe. Cela s'explique en partie par la configuration des tracés (qu'il s'agisse de circuits ovales ou de circuits en ville, la piste est plus facilement obstruée en cas d'accident que sur un circuit routier classique possédant de vastes dégagements) mais également par une approche différente du sport automobile, envisagé avant tout sous l'angle du spectacle.
Les 500 miles d'Indianapolis utilisent des Chevrolet (principalement des Corvettes). Lors du 100e anniversaire de la course (2011) et les 50 ans de la marque, c'est une Camaro qui dirige la course.

### Nascar

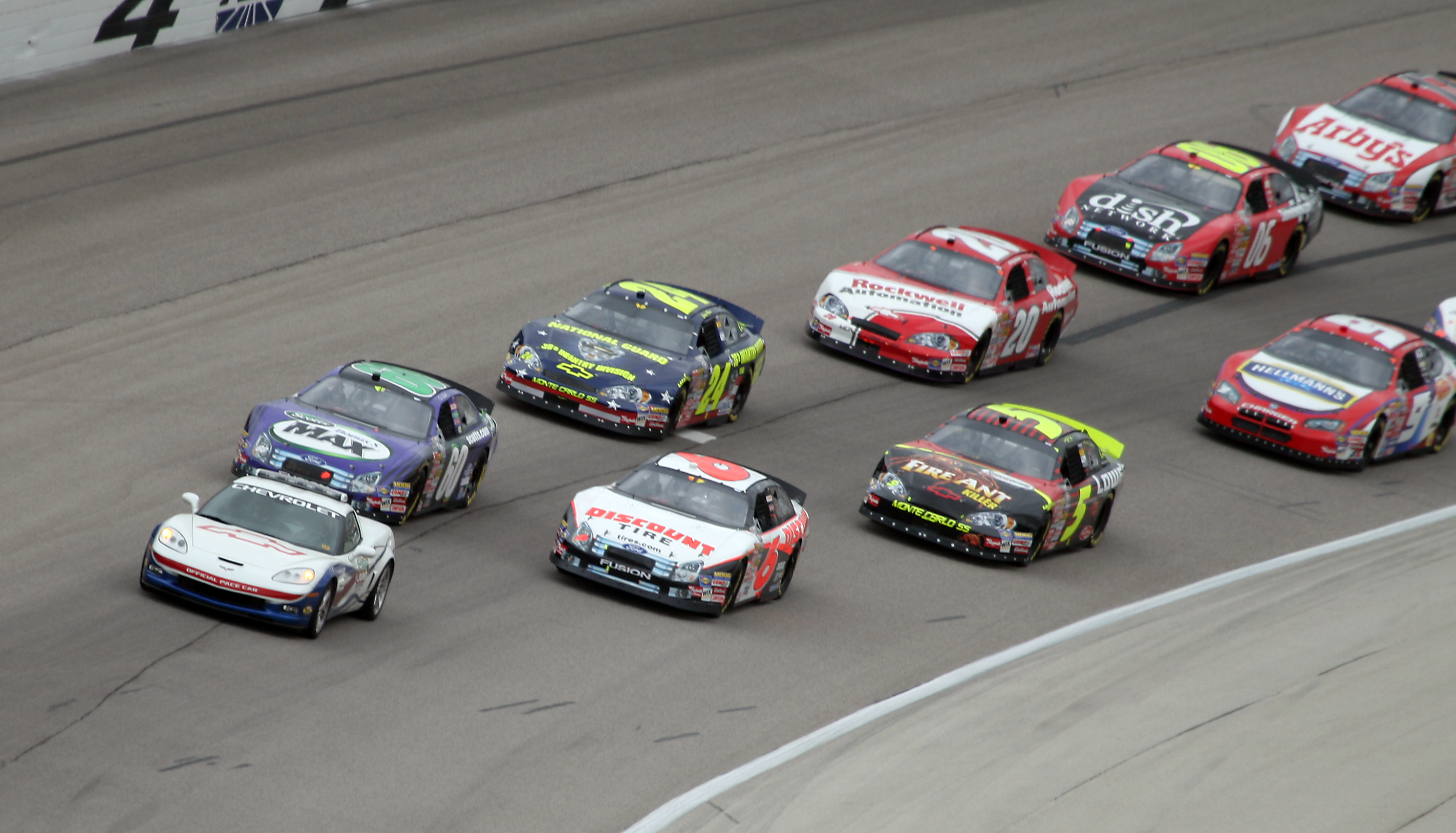
La pace car (ici une Chevrolet Corvette) devant la meute lors d'une épreuve de Nascar au Texas en 2007.

Dans les disciplines de la Nascar, comme la Daytona 500, où la majorité des courses se dispute sur circuits ovales, l'utilisation de la pace car est régulière, avec plusieurs neutralisations à chaque course. Outre le départ de la course, lancé sous pace car, ces neutralisations sont utilisées lors d'un accident, ou lorsqu'il y a un débris sur la piste, permettant ainsi aux commissaires de piste de travailler en toute sécurité. Les sorties de pace car, signalées par le drapeau jaune font partie intégrante de la course, et sont souvent propices à un ravitaillement des pilotes en carburant et à un changement de pneus. Une bonne gestion des neutralisations est donc nécessaire pour espérer faire un résultat.
Par ailleurs, depuis 2005, lors de chaque neutralisation, le dernier pilote, n'étant plus dans le tour du premier, regagne automatiquement un tour, pour autant qu'il n'ait pas provoqué lui-même le drapeau jaune. On l'appelle ainsi le « Lucky Dog » (le « veinard »). Ainsi, lors de la course Nextel Cup de Watkins Glen en 2006, Kyle Busch, retardé de cinq tours en début de course à cause d'un problème mécanique, a pu bénéficier de cinq neutralisations pour revenir dans le tour du premier, ce qui constitue un record du genre, et ainsi terminer neuvième de la course.